# Айсиньгьоро Амин
Айсиньгьоро Амин (阿敏, 1585 — 28 декабря 1640) — маньчжурский бэйлэ (князь) и военачальник в первые годы Цинской империи.

## Биография
Представитель маньчжурского императорского рода Айсинь Гьоро. Второй сын Шурхаци (1564—1611), младшего брата и соратника Нурхаци, основателя маньчжурского государства.
В 1608 и 1613 годах Амин сыграл важную роль в военных кампания своего дяди Нурхаци против хулуньского племенного союза, а именно против племён Буянтай и Ула. Вначале Амин носил звание тайджи.
В 1616 году Нурхаци, принявший ханский тилул, включил своего племянника Амина в состав совета четырёх старших бэйлэ. Амин получил от дяди звание второго бэйлэ и получил под своё командование голубое знамя. В начале 1619 года бэйлэ Амин участвовал в разгроме минской армии в битве под Сарху. В 1621 году он храбро сражался во время взятия городов Шэньян и Ляоян.
В 1626 году после смерти Нурхаци и вступления на ханский престол его восьмого сына Абахая бэйлэ Амин вместе с двумя другими старшими бэйлэ, Дайсанем и Мангултаем, стал управлять совместно с Абахаем.

## Корейская кампания
В 1627 году по приказу Абахая Амин возглавил военный поход на Корею. В конце февраля 30-тысячная маньчжурская армия переправилась через р. Амноккан и вторглась на территорию Кореи, вассала Минской империи. Корейцы не успели подготовиться к отражению вторжения. Маньчжуры быстро захватили крепости Ыйджу, Нынхан, Анджу и Пхеньян. На 12-й день после начала войны маньчжурская армия вышла к Пхёнсану. Корейский ван Инджо с женами и двором бежал из Сеула на остров Канхвадо. Вскоре Инджло отправил своего младшего брата на переговоры в лагерь Амина. Ван Кореи признал себя вассалом маньчжурского хана Абахая. В апреле 1627 года между ними был заключен «братский союз». Абахай обязался не нападать на Сеул и после вступления мирного договора в силу вывести свои войска из Кореи. Корейский ван соглашался не оказывать военной помощи Минскому Китаю и обязывался осенью и зимой отправлять «ежегодную дачь» маньчжурского хану Абахаю.
Во время корейской кампании главнокомандующий Амин конфликтовал со своими помощниками, Цзиргаланом, Додо и Иото. Эти маньчжурские князья подписали отдельный договор с корейским ваном. Разгневанный Амин отдал Пхеньян на трёхдневное разграбление маньчжурской армии.

## Опала и заключение
В 1629 году во время похода Абахая на Минский Китай Амин был им оставлен в Мукдене в качестве регента. В апреле 1630 года после возвращения Абахая из Китая бэйлэ Амин был отправлен на китайскую границу, чтобы охранять четыре города, которые были недавно захвачены маньчжурами. 6 мая Амин прибыл на место, но вскоре потерпел ряд поражений от минской армии в нескольких боях. 22 июня 1630 года минская армия подошла к ставке Амина, откуда он со своим войском поспешно отступил, грабя и убивая местных жителей. После его прибытия в Мукден в июле 1630 года бэйлэ Амин был арестован по приказу Абахая и обвинен в поражении. Совет князей осудил его на смерть по шестнадцати пунктам, но Абахай вмешался и приговорил его к лишению свободы. В 1640 году после десятилетнего заключения Амин скончался в темнице.
После ареста Амина Абахай укрепить свою власть над остальными маньчжурскими князьями, четырьмя старшими бэйлэ. Голубое знамя, которое ранее возглавлял Амин, было передано его младшему брату Цзиргалану, преданному стороннику Абахая.